# Bart Verbruggen
Bart Verbruggen (* 18. August 2002 in Breda) ist ein niederländischer Fußballtorwart.

## Karriere

### Vereine
Bart Verbruggen erlernte das Fußballspielen in seinem Geburtsort bei der dort ansässigen Willibrordus Demos Sportvereniging ’19. 2014 wechselte er in die Jugendabteilung von NAC Breda;  für die Profimannschaft kam er jedoch nicht zum Einsatz.
2020 wechselte er zum belgischen Erstligisten RSC Anderlecht. Am 2. Mai 2021 gab er als Torhüter sein Debüt am 1. Spieltag der Meister-Play-Offs der Division 1A 2020/21 beim 2:2-Remis im Auswärtsspiel gegen den FC Brügge. Verbruggen bestritt alle sechs Spiele in den Play-offs. In der Saison 2021/22 spielte er nur bei einem Spiel der Meister-Play-off.
In der Saison 2022/23 stand er bei 17 von 34 möglichen Ligaspielen für die 1. Mannschaft im Tor (alle nach der Ligaunterbrechung infolge der Weltmeisterschaft 2022 sowie einem Pokalspiel und sechs Spielen in der Conference League). Außerdem wurde er bei RSCA Futures, der U23-Mannschaft des RSC Anderlecht, eingesetzt, die in dieser Saison in den Spielbetrieb der Division 1B eingegliedert wurden waren. Hier bestritt er zu Anfang der Saison 13 von 32 möglichen Ligaspielen.
Anfang Juli 2023 wechselte er zum englischen Erstligisten Brighton & Hove Albion, bei dem er einen Vertrag bis Sommer 2028 unterschrieb.

### Nationalmannschaft
Verbruggen debütierte am 11. Oktober 2019 in Oldenzaal unter Peter van der Veen für die niederländische U18 beim 3:2-Sieg im Freundschaftsspiel gegen Belgien. Er gehörte auch zum von Erwin van de Looi aufgestellten Kader der niederländischen U-21-Nationalmannschaft bei der U-21-Europameisterschaft 2023 und wurde dort in allen drei Gruppenspielen eingesetzt.